# Рассчитаемся после смерти
«Рассчитаемся после смерти» (англ. Dead Reckoning) — фильм нуар режиссёра Джона Кромвелла, вышедший на экраны в 1947 году.
Фильм рассказывает о вернувшемся с фронта герое-парашютисте, который ведёт розыск убийц своего боевого товарища и пытается восстановить его доброе имя, «оказываясь в сетях бандитского мира, убийств и любви».
По стилю, тематике, сюжетным ходам и персонажам фильм в той или иной степени вызывает ассоциации с такими классическими фильмами нуар, как «Мальтийский сокол» (1941), «Стеклянный ключ» (1942), «Большой сон» (1946) и «Синий георгин» (1946).

## Сюжет
В жарком южном городке Галф-сити убегающий от преследования ветеран войны Уоррен «Рип» Мёрдок (Хамфри Богарт) заходит в церковь, где обращается к священнику, отцу Логану, который также недавно вернулся с фронта и до сих пор носит военную форму. Увидев отчаянное лицо Рипа, священник понимает, что человек попал в действительно сложную ситуацию. Опасясь за свою жизнь, Рип рассказывает Логану о событиях, которые произошли с ним в течение нескольких последних дней, в расчёте, что это поможет установлению истины:
…Вскоре после завершения Второй мировой войны в Париже парашютисты и близкие друзья капитан Рип Мёрдок и сержант Джонни Дрейк (Уильям Принс) проходят процесс реабилитации после фронтовых ранений, когда их срочно вызывают на родину. После приземления в Нью-Йорке они пересаживаются на поезд, направляющийся в Вашингтон. По дороге выясняется, что Рип имеет небольшой таксопарк в Сент-Луисе, а Джонни перед войной окончил университет, и планирует заняться научной карьерой. Рип заметил, что на обратной стороне университетского значка Джонни написано имя «Джон Джозеф Престон», и догадался, что Джонни, вероятно, завербовался в армию под вымышленным именем. Когда они узнают, что их планируют удостоить почётных правительственных наград, о чём напишут в газетах, Джонни меняется в лице, и во время очередной остановки неожиданно исчезает. Рип пытается догнать его, но только успевает заметить, как Джонни запрыгивает на поезд, уходящий в другом направлении. Рип связывается со своим командиром и обещает ему выяснить причины дезертирства Джонни и вернуть его в строй в ближайшее время.
Рип отправляется на поиски друга в Галф-сити, родной город Джонни. Он снимает номер в местной гостинице, где при заселении получает записку, в которой говорится, что вскоре ему позвонят. Поскольку в записке стоит слово «Джеронимо», которое является своеобразным паролем у парашютистов, Рип догадывается, что записку оставил Джонни. Когда по прошествии десяти часов от Джонни нет никаких известий, Рип направляется в городскую библиотеку, где решает изучить местные газеты в надежде выяснить, что могло произойти с Джонни. Наконец, Рип находит в газетах информацию о том, что в 1943 году был убит богатый бизнесмен по фамилии Чендлер. В убийстве сознался выпускник университета Джонни Престон, который был влюблён в жену Чендлера, бывшую певицу местного клуба Корел Чендлер (Лизабет Скотт). Вскоре после признания в убийстве Престон исчез, и, как понимает Рип, завербовался в армию под именем Джонни Дрейк.
Вернувшись в свой номер, Рип случайно слышит сообщение по местному радио о том, что в автокатастрофе погиб человек, опознать которого на месте не удалось, и его тело направлено в морг для дальнейшей экспертизы. Предполагая, что это может быть Джонни, Рип отправляется в морг, где сталкивается с лейтенантом Кинкейдом (Чарльз Кейн) из отдела убийств. Под предлогом того, что он представляет службу розыска пропавших людей, Рип получает разрешение осмотреть хранящиеся в морге трупы. На обуглившемся трупе, привезённом с ночной автокатастрофы, Рип находит расплавившийся университетский значок Джонни. Понимая, что Джонни был убит, Рип даёт себе обещание отомстить за убийство друга и восстановить его доброе имя.
Узнав из газет, что свидетелем по делу об убийстве Чендлера был бармен местного ночного клуба Луис Орд (Джордж Чандлер), Рип направлется в этот клуб. Луис доверительно сообщает Рипу, что последние два дня Джонни прятался в его квартире, а вчера исчез, оставив письмо для Рипа. Но в этот момент к ним подходит Краузе (Марвин Миллер), ассистент и подручный владельца клуба Мартинелли, не давая им закончить разговор. Затем за барной стойкой Рип знакомится с вдовой Чендлера, красивой и таинственной Корел. Популярная в прошлом певица, Корел выступает с вокальным номером, а затем танцует с Рипом, который сообщает ей о смерти Джонни. В этот момент к ним подходит Мартинелли (Моррис Карновски), предлагая пройти к игровым столам. Корел несколько раз крупно проигрывает в рулетку, после чего Рип берёт игру в свои руки. За игрой в кости он не только отыгырвает весь её проигрыш, но и выигрывает 16 тысяч долларов. Мартинелли приглашает Рипа и Корел в свой офис, чтобы выдать выигрыш наличными. Он заказывает коктейли, которые приносит Луис, который пытается предупредить Рипа, что в его напиток что-то подмешано. Рип понимает его знак, однако, чтобы отвести подозрение от Луиса, выпивает свой коктейль, после чего теряет сознание.
На следующее утро Рип с трудом пробуждается в своём номере, услышав телефонный звонок от Корел, которая говорит ему, что ей также что-то подсыпали. Осмотревшись, Рип видит труп Луиса на соседней кровати. Рип подозревает, что это Мартинелли убил Луиса, чтобы завладеть письмом, а затем перенёс труп к нему в номер, чтобы подставить Рипа. Понимая, что ему надо немедленно избавиться от тела, Рип вытаскивает его в коридор и прячет в коробе для использованного постельного белья. В этот момент появляется прибывший по анонимному звонку лейтенант Кинкейд. Ничего не обнаружив, он уезжает, предупреждая Рипа, чтобы тот поменьше обращал на себя внимание. После ухода Кинкейда Рип звонит Корел и просит заехать за ним днём на автомобиле, припарковав его в подземном гараже, а самой ожидать его в холле. Чтобы достать письмо, которое, как полагает Рип, находится у Мартинелли, Рип звонит знакомому гангстеру в Сент-Луис, получая от него адрес опытного медвежатника МакГи, живущего в Галф-сити. Затем, обманув ожидающего в холле детектива, Рип забирает в холле Корел и уезжает вместе с ней на автомобиле.
По дороге Корел говорит, что любила Джонни, который был самым лучшим из мужчин, которых она знала, и даже была готова с ним бежать. Они приезжают на обед в прибрежный ресторан, где Рип сообщает Корел о том, что Мартинелли их отравил, чтобы заполучить письмо Джонни. Однако понять содержание письма он не сможет, поскольку оно написано шифром, который знает только Рип. Далее он говорит, что не верит, что Джонни был убийцей. Расчувствовавшаяся Корел отвечает, что всё было не так, как она рассказала в полиции. Дело в том, что Джонни сам попросил её сказать, что он совершил убийство в одиночку, чтобы их не обвинили в заговоре с целью убийства Чендлера ради наследства. Она говорит, что Чендлер в тот день сильно напился. В порыве ревности Чендлер выхватил пистолет и стал её угрожать. Но в этот момент появился Джонни, который следил за ними от самого ресторана. Он схватился за пистолет, началась драка, во время которой раздался выстрел, убивший Чендлера. Джонни тут же исчез, и больше она его не видела до тех пор, пока он не вернулся в город два дня назад. Рип почувствовал, что влюбляется в Корел.
После обеда в ресторане они едут к МакГи, который готов взяться за работу. Однако, узнав, что надо вскрыть сейф Мартинелли, который является авторитетным мафиози в городе, МакГи отказывается, но при этом даёт Рипу инструкции, как вскрыть сейф. По дороге Рип говорит, что в багажнике их машины лежит труп Луиса. От волнения Корел сильно нажимает на газ, и в итоге их останавливает полиция. Однако Рипу удаётся уговорить полицейского отпустить их, заявив, что они опаздывают на церемонию бракосочетания. Подъехав к пляжному дому Мартинелли, Рип извлекает из багажника труп Луиса, и кладёт его в гараж, а затем по его просьбе Корел анонимно звонит в полицию, сообщая о трупе.
Затем Корел подвозит Рипа к офису Мартинелли, они целуются, после чего Рип просит её уехать. Он ждёт, пока Мартинелли срочно уедет по вызову в свой дом, и затем проходит в его кабинет. Рип видит, что сейф открыт, очевидно, Мартинелли в спешке очистил его содержимое. Рип начинает обыскивать стол Мартинелли и видит, что кто-то пытался подобрать шифр к письму Джонни. Затем Рип находит письмо Джонни и начинает читать его. В этот момент он вдруг чувствует запах жасмина, аромата духов Корел, после чего кто-то бьёт его сзади по голове, и в результате он теряет сознание. Когда Рип приходит в себя, он видит перед собой Мартинелли и Краузе. Мартинелли приказывает Краузе избивать Рипа до тех пор, пока тот не расскажет о содержании письма.
В расчёте вырваться из плена, Рип идёт на обман. Он говорит, что оставил в гостинице письмо с доказательствами того, что Мартинелли и Краузе убили Джонни Престона. И если он в ближайшее время не вернётся в гостиницу, то управляющий гостиницы передаст письмо полиции. Поверив в обман, Мартинелли посылает Рипа в сопровождении Краузе за этим письмом. Около гостиницы их встречает подъехавший лейтенант Кинкейд. Рип говорит, что Краузе его избил, и что он вооружён. Решив, что его подставили, Краузе бьёт Кинкейда и успевает запрыгнуть в отъезжающую машину. В возникшей суматохе Рипу удаётся сбежать и скрыться в церкви.
Рассказ Рипа отцу Логану на этом заканчивается. Священник спрашивает, чем он может помочь, но Рип исчезает…
Очевидно, что Рип влюбился в Корел и доверился ей, но, как теперь он подозревает, она его обманула и украла письмо. Рип приходит к Корел домой. Но при встрече Корел всё отрицает, утверждая, что аромат жасмина происходит от цветущих по ночам кустов, а не от её духов. Однако Рип идёт на уловку, говоря, что в письме написано о том, что это Корел убила Чендлера. Поверив его словам, Корел сознаётся, что действительно это она застрелила своего мужа в порядке самообороны, когда он в припадке ревности набросился на неё. Не зная, как избавиться от орудия убийства, она отдала его Мартинелли, который стал шантажировать её этим пистолетом. В доказательство того, что она говорит правду, Корел даже снимает трубку, чтобы позвонить в полицию и во всём сознаться и тем самым оправдать Джонни. Но Рип давит на рычаг телефона, целует её, давая понять, что снова поверил ей. Она уговаривает Рипа уехать вместе с ним, в этот момент он теряет сознание от изнеможения. Корел нежно за ним ухаживает.
После 36 часов сна Рип приходит в себя, и обещает Корел бежать вместе с ней, но говорит, что до отъезда ему надо закончить одно дело. Вскоре МакГи приносит для Рипа пакет с самовоспламеняющимися гранатами. Перед отъездом Рип говорит Корел, что по дороге он собирается забрать у Мартинелли компрометирующий её пистолет. Корел просит не делать этого, но он настаивает на своём. В этот момент приходит Кинкейд, но Рип, угрожая ему оружием, связывает лейтенанта и запирает в гардеробной комнате.
В соответствии с разработанным планом Корел приезжает в клуб, где её встречает Краузе и проводит в кабинет Мартинелли. Она говорит, что только что видела Рипа в баре. Когда Краузе уходит за ним, Корел открывает дверь чёрного хода, через которую появляется Рип, угрожая Мартинелли пистолетом. Он говорит Корел, чтобы она отправилась в машину и включила двигатель. После этого Рип требует, чтобы Мартинелли отдал ему орудие убийства. В этот момент возвращается Краузе, и Рип берёт на мушку обоих. Затем он бьёт Краузе рукояткой пистолета в отместку за избиение, которое тот устроил ему ранее. На требование Рипа отдать ему письмо и орудие убийства Мартинелли заявляет, что Корел забрала письмо после того, как ударила Рипа дубинкой. После чего Мартинелли неожиданно сообщает, что Корел — его жена, и была его женой в тот момент, когда выходила замуж за Чендлера. Он говорит, что он давно нашёл Керол в Детройте, и с тех пор они работают вместе. Далее Мартинелли рассказывает, что Чендлер влюбился в Корел и предложил ей выйти за него замуж, сообщив, что у него больное сердце, и что через полгода он умрёт, после чего она унаследует всё его состояние. Однако вскоре после свадьбы выяснилось, что Чендлер обманул её и на самом деле совершенно здоров. В тот же вечер у Чендлера и Джонни происходит стычка из-за Корел. Воспользовавшись этим, Мартинелли убивает Чендлера из пистолета Корел. Джонни решил, что это она убила мужа, и взял вину на себя. Однако Мартинелли не признаёт, что убивал Джонни. Он говорит, что просил Краузе просто последить за ним, но тот перестарался. Рип требует отдать ему орудие убийства, и в подтверждение своих слов бросает на пол гранаты, вызывающие в помещении сильный пожар. Краузе от страха выпрыгивает в окно и разбивается. Мартинелли наконец показывает, где хранится пистолет. Рип выводит Мартинелли из офиса с намерением передать его полиции. Спасаясь от сильного огня, Рип и Мартинелли бегут вниз по лестнице. Когда Мартинелли первым выскакивает на улицу, раздаётся выстрел, убивающий его наповал.
Рип проходит к машине и садится за руль. Он неожиданно говорит Корел, что на самом деле она хотела убить его. Затем сообщает, что едет в полицию, чтобы всё рассказать, и её скорее всего приговорят к смертной казни. Корел спрашивает, неужели ему её не жалко, неужели он её не любит? Джонни отвечает, что любит, но этой пройдёт. К тому же, Джонни он любил больше. Тогда Корел направляет на Рипа пистолет, требуя отдать ей орудие убийства. Рип что есть силы давит на педаль газа, Корел стреляет, после чего машина вылетает с дороги и разбивается.
Рип отделывается несколькими переломами. Из больницы он докладывает своему начальству, что выполнил задание и готов прибыть для получения награды. При этом он сообщает, что Джонни погиб, однако имя его осталось чистым. Корел тяжело ранена и лежит в соседней палате. По мнению врачей, её дела совсем плохи. Рип подходит к ней и пытается утешить. Обняв его за руку, она чувствует, как теряет сознание и закрывает глаза. Рип произносит «Джеронимо».

## В ролях
- Хамфри Богарт — капитан Уоррен «Рип» Мёрдок
- Лизабет Скотт — Корел «Дасти» Чендлер
- Моррис Карновски — Мартинелли
- Чарльз Кейн — лейтенант Кинкейд
- Уильям Принс — сержант Джонни Дрейк / Джон Джозеф Престон
- Марвин Миллер — Краузе
- Уоллес Форд — Макги
- Джордж Чендлер — Луис Орд

В титрах не указаны
- Фрэнк Уилкокс — гостиничный клерк
- Руби Дэндридж — Мейбл

## Создатели фильма и исполнители главных ролей
Как пишет историк кино Девид Стерритт, «на момент начала работы над фильмом студия „Уорнер бразерс“ была должна студии „Коламбиа“ на взиамной основе нескольких звёзд, и в качестве покрытия долга передала свободного на тот момент Хамфри Богарта». В контракте Богарта содержалось условие, согласно которому он имел право утверждать режиссёра на свои фильмы, и по просьбе Богарта режиссёром был назначен Джон Кромвелл, который в 1922 году дал Богарту его самую первую роль на бродвейской сцене в спектакле «Дрейф».
В 1930-е годы Джон Кромвелл поставил ряд популярных фильмов, в том числе «Том Сойер» (1930) по Марку Твену, «Энн Виккерс» (1933) по Синклеру Льюису, «Бремя страстей человеческих» (1934) по Сомерсету Моэму, приключенческую мелодраму «Узник крепости Зенда» (1937) и прото-нуаровую мелодраму «Алжир» (1938). В первой половине 1940-х годов Кромвелл поставил популярные мелодрамы военного времени «С тех пор как вы ушли» (1944) и «Очаровательный домик» (1945). В дальнейшем Кромвелл поставил два фильма в жанре нуар — «В клетке» (1950) и «Рэкет» (1951).
К 1946 году Богарт уже стал звездой жанра нуар самого крупного калибра, сыграв в таких фильмах, как «Ангелы с грязными лицами» (1938), «Ревущие двадцатые» (1939), «Высокая Сьерра» (1941), и особенно, «Мальтийский сокол» (1941), «Касабланка» (1942, номинация на Оскар) и «Большой сон» (1946). В дальнейшем наиболее значимыми картинами Богарта стали нуары «Чёрная полоса» (1947), «Ки-Ларго» (1948) и «В укромном месте» (1950), приключенческая мелодрама «Африканская королева» (1951), принёсшая ему единственный Оскар, а также военная драма «Мятеж на Кейне» (1954), за которую он был удостоен номинации на Оскар. «Первоначально в качестве партнёрши Богарту шеф студии „Коламбиа“ Гарри Кон хотел поставить свою самую большую звезду Риту Хейворт, однако спор в отношении её контракта привёл к тому, что Кону пришлось арендовать на студии „Парамаунт“ Лизабет Скотт».
Для начинающей актрисы Лизабет Скотт этот фильм стал второй крупной работой после нуара «Странная любовь Марты Айверс» (1946). В дальнейшем Скотт стала одной из самых востребованных актрис жанра нуар, сыграв в фильмах «Западня» (1948), «Я всегда одинок» (1948), «Слишком поздно для слёз» (1949), «Тёмный город» (1950), «Рэкет» (1951) Джона Кромвелла и многих других.

## Оценка критики
Как пишет Стерритт, после выхода на экраны «фильм получил неоднозначные отзывы». Журнал «Variety» назвал картину «обычным детективом, который характерная напряжённая игра Хамфри Богарта поднимает сразу на несколько уровней». Журнал также отмечает, что «у фильма хороший саспенс и экшн, умная режиссёрская и операторская работа». «Нью-Йорк таймс» посчитал, что фильм «является хорошим вариантом развлечения», который «почти наверняка принесёт удовлетворение тем, кто любит жестокость… Всех остальных мы настоящим предупреждаем действовать на свой страх и риск». Отметив, что «картина доставляет большое наслаждение», «TimeOut» полагает, что фильм «пытается слишком сильно поддерживать обречённую тональность нуарового романа». Критик Деннис Шварц посчитал картину «второсортной» для Богарта, «отходящего от своей обычной роли тафгая, хотя и много участвующего в сценах экшна», продолжая, что «фильм смотрится как суровая криминальная мелодрама с чересчур сложным сюжетом». По мнению Стерритта, в фильме «настолько много мрака, насколько это было свойственно детективным триллерам золотой эпохи фильма нуар», резюмируя своё мнение словами, что «это энергичный нуар», который «должен доставить наслаждение энтузиастам этого жанра». Крейг Батлер написал, что «над всем фильмом висит атмосфера бессмысленной жестокости», отметив также, что «расследование Богарта, в котором он выступает и как охотник, и как жертва, приводит не только к непостижимому роману со Скотт, но и к типичному голливудскому методу расправы с негодяями».
Отмечая в картине характерные черты фильма нуар, Стерритт пишет: «Запутанный способ повествования — это не единственный нуаровый элемент фильма. Также присутствуют вернувшийся герой-ветеран, загадочная героиня, многочисленные сюжетные повороты, насыщенный остротами диалог, и всё это соткано в историю с флэшбеком и постоянным закадровым голосом Рипа, который порой всё ещё более запутывает, чем проясняет… Среди других составляющих сюжета — план шантажа, двоебрачие, визит к медвежатнику, игра в шулерские кости, пожар, вызванный боевыми гранатами, авария скоростного автомобиля с Рипом за рулём, и сцена смерти, которая завершает картину на грустной поэтической ноте». Далее он обращает внимание на то, что «загадка, которая заставляет фильм работать, заключается в том, является ли героиня Скотт роковой женщиной или просто женщиной, оказавшейся в плену событий, которые никто из героев не в состоянии контролировать… Значительная часть интереса в фильме исходит от меняющейся точки зрения на Корел, которая в одни моменты является любящим партнёром Рипа, а в другие моменты — столь же коварной и ядовитой, как и отрава, которую Мартинелли подсыпал в коктейль Рипа». Стерритт заканчивает словами: «Возможно, из-за того, что работа над фильмом была стремительной, в нём не всегда достаточно повествовательного смысла, но то же самое можно сказать о целой серии классических нуаров, включая предыдущую картину Богарта „Большой сон“ (1946)». «TimeOut» указывает как на сильные, так и на слабые стороны картины, в частности, «отличные крутые интриги, когда бывший парашютист Богарта с кличем „Джеронимо!“ на устах устремляется на расследование исчезновения своего товарища, раскрывая сеть лживости и двуличности, в центре которой стоит соблазнительно подозрительная Скотт». При этом журнал отмечает, что «отношения героев не вполне убедительны, и приводят к слегка неловкой эмоциональной развязке, во время которой смерть вызывает одно последнее „Джеронимо!“».
«Нью-Йорк таймс» пишет, что «очень многое в сценарии может привести внимательного зрителя в замешательство… Пятеро писателей составили сюжет этого запутанного и замысловатого детектива с розыском неизвестного преступника. Их изобретательность в создании различных ситуаций то и дело хромает,… однако вместе с тем, следует отметить, что они обеспечили звезду некоторыми из лучших реплик, которые у него были на протяжении многих лет»
. Стерритт отмечает, что «сценаристы приложили немалые усилия, чтобы наполнить текст парашютистской терминологией, а использование кодового слова „Джеронимо“ выглядит красочно, хотя и не очень убедительно». Он продолжает: «На картину очевидным образом повлиял „Мальтийский сокол“ (1941), только на этот раз Богарт мстит за боевого товарища, а не за делового партнёра, а Скотт воспроизводит двуличный персонаж Мэри Астор. Здесь поменьше изощрённого юмора того фильма, несмотря на многочисленные усилия сценаристов». Батлер отмечает, что в этом фильме «любимец фильма нуар Хамфри Богарт оказывается на необычной для себя территории — он не детектив, а всего лишь парень, который хочет выяснить правду о своём странном образом пропавшем боевом товарище. В итоге, он не настолько контролирует ситуацию, как обычно, и вынужден вести борьбу в условиях, которые ему не знакомы. Эти условия оказываются более жестокими, чем можно было ожидать, и дух бессмысленной жестокости повисает над всем фильмом». Шварц дополняет: «Довольно забавно наблюдать за романом героя Богарта с обладающей хриплым голосом роковой женщиной в исполнении Лизабет Скотт, но этого наслаждения не достаточно, чтобы преодолеть неубедительный и мрачный сюжет», и далее: «красок сценарию добавляет боевой парашютистский клич Богарта „Джеронимо“, который звучит каждый раз, когда он прыгает в паутину обстоятельств, которые не может понять».
Большое внимание критики уделили работе режиссёра. По мнению Стерритта, творчество Кромвелла в целом отличается "отсутствием личностного подхода в работе, что является обязательным требованием со стороны критиков, ориентированных на авторское кино. Действительно, «Рассчитаемся после смерти» — это в большей степени жанровая картина и нуар, чем «фильм Джона Кромвелла» в авторском смысле. Но если посмотреть с другой стороны, скромный стиль Кромвелла становится плюсом. Киновед Ричард Кошарски написал, что «он привнёс типичное для театрального режиссёра уважение к актёру и сценаристу, что обеспечило его работе общий высокий уровень… Для Кромвелла работа в качестве режиссёра заключалась в том, чтобы соединить усилия всего творческого коллектива в интересах результата». Цитирируя «Нью-Йорк таймс», Стерритт продолжает: "Кромвелл был известен «более спокойными и внушительными темами», продолжая, что «при этом у него были все необходимые навыки, чтобы ввести истинно нуаровый стиль в истинно нуаровый проект. К его чести, Кромвелл делает эту закрученную историю вполне вразумительной и порой довольно неожиданной». «Нью-Йорк таймс» отмечает, что Кромвелл «обеспечивает плавное течение истории, умело нагнетая саспенс, за исключением одного скучного отрезка, во время которого Мёрдок и его любимая блондинка убивают время в полдень». Батлер отмечает, что «к счастью, режиссёр Джон Кромвелл не даёт экзистенциальной направленности завладеть фильмом, покрывая её слоями крепкого экшна, неожиданными сюжетными поворотами и подозрительными личностями, которые фонтанируют классическими крутыми репликами, что является фирменным знаком нуара». Шварц также положительно оценил работу Кромвелла, написав, что он «использует крутой диалог и подозрительных персонажей, рисуя характерную послевоенную нуаровую картину».
Критики чрезвычайно высоко оценили актёрскую игру Богарта и актёров на вторых ролях, в то время, как игра Лизабет Скотт вызвала неоднозначные отзывы. Стерритт, в частности, написал, что «хотя Кромвелл действительно хорошо работал с актрисами-звёздами, самое памятное лицо фильма принадлежит Хамфри Богарту, а не Лизабет Скотт». «Нью-Йорк таймс» пишет: «Мистер Богарт, конечно, выше всякой критики в роли, которую ему предлагает фильм. Того же, к сожалению, нельзя сказать о Лизабет Скотт, лицо которой невыразительно, а движения — неуклюжи и скованы. Моррис Карновски даёт блестящую игру как крупный гангстер, не способный смотреть на физическое насилие, а Марвин Миллер — это яд и дворовая жестокость в качестве его подручного». Газета отмечает также, что «Богарт получает возможность выговориться в этой картине, имея длинные отрезки для объяснения событий закадровым голосом». Хотя "биограф Богарта Аллен Эйлес считает, что закадровый голос звезды похож на голос «арестованного подростка, пытающегося выглядеть крутым». По мнению «Variety», «Богарт притягивает к себе интерес с самого начала в роли крутого, сообразительного бывшего парашютиста. Лизабет Скотт порой спотыкается, но в целом даёт убедительно соблазнительную игру». «TimeOut» посчитал Скотт "искусственной по сравнению с подлинностью Лорен Бэколл (в то время женой и частой партнёршей Богарта), при этом сам Богарт играет отношения со Скотт «с налётом самопародии». Батлер пишет, что Богарт «играет роль мастерски и без напряжения, внося как раз необходимую глубину в неожиданных местах, чтобы держать публику в напряжении». С другой стороны, в своей роли «Лизабет Скотт делает всё возможное, но ей мешает очевидная мысль о том, что она является дублёршей Лорен Бэколл. Однако это представление не верно, так как женщины Бэколл обычно не бывают настолько роковыми, как Корел Чендлер». Крейг заканчивает характеристику её игры словами: «Если Скотт немного и не дотягивает до необходимого здесь уровня, то её треснувший, хриплый голос и пронзительная красота дорогого стоят». Как написал Стерритт, «мнения об исполнителях ролей второго плана также различались, но большинство кинозрителей обнаружило здесь много отличной работы. Моррис Карновски играет Мартинелли как своего рода Белу Лугоши из ночного клуба, вкрадчивого и пугающего одновременно. Уильям Принс и Уоллес Форд делают максимум из своих небольших ролей Джонни и медвежатника соответственно, а Марвин Миллер — это чистое голливудское зло в роли психопатического головореза Краузе».